# Branko Radović
Branko Radović "Otac splitske muške košarke" (Dubrovnik, 5. prosinca 1933. – Split, 18. studenog 1993.), hrvatski košarkaš i košarkaški trener, osnivač moderne splitske košarke. 
Rođen je u Dubrovniku 1933., djetinjstvo je proveo u Splitu. 

## Igračka karijera
Studirao je i igrao košarku u Beogradu i Zagrebu. Klubovi su mu bili Crvena zvezda, Partizan i KK Industromontaža. Igrao je i za reprezentaciju Jugoslavije, te je 1959. godine bio najbolji strijelac prvenstva ispred legendarnog Koraća, s 30.5 koševa po utakmici.
Dugo je vodio na listi strijelaca s najvećim brojem koševa na jednoj utakmici (64), dok ga nije prestigao Dražen Petrović, s time da je Radović svoj rekord postigao u polufinalnoj utakmici prvenstva Jugoslavije! 
Početkom šezdesetih godina vraća se u Split kao igrač, reprezentativac i trener. Postavlja temelje tadašnje Jugoplastike, počevši od treće, zatim druge i na kraju prve jugoslavenske lige. 
Jedno vrijeme je bio usporedno igračem i trenerom. 1963. godine na odlučujućoj utakmici vodi svoju momčad do pobjede protiv beogradske Slobode. Ušao je u igru u posljednje četiri minute i postigao gotovo nevjerojatnih 16 koševa i tako uveo KK Split u prvu jugoslavensku ligu. 1964. godine, koncem "Splitove" prve prvoligaške sezone, ostavio se aktivnog igranja, posvetivši se isključivo trenerskom poslu.

## Trenerska karijera
Od 1964. je bio isključivo trenerom u "Splitu". Za nekoliko godina postaje prvak Jugoslavije, te kao naš predstavnik u Kupu prvaka dolazi do legendarnog prvog finala za Jugoplastiku protiv Ignisa (Varese), te gubi s košem razlike. Ostao je zapisan u analima jugoslavenske i hrvatske košarke kao jedan od najtrofejnijih igrača i trenera.
Zbog zdravstvenih razloga, 1972. se ostavio trenerskog mjesta.

## Reprezentativna karijera
Za jugoslavensku reprezentaciju je odigrao 32 utakmice, postigavši 224 koša. Sudjelovao je na EP-ima 1957. i 1959.
Umro je u Splitu u 60. godini života nakon duge i teške bolesti, dana 18. studenog 1993. godine.

## Zanimljivosti
Bio je prvi igrač u bivšoj državi koji je postizao koševe i zakucavanjem.